# Трамбовецкий, Юрий Александрович
Юрий Александрович Трамбовецкий (27 июня 1987, Ленинград) — российский бегун на 400 метров. Серебряный призёр чемпионата Европы в помещении 2013 года в эстафете 4×400 метров. Трёхкратный чемпион России в эстафете 4×400 метров (2008, 2009, 2013).

## Биография
Тренируется в Академии лёгкой атлетики Санкт-Петербурга под руководством Михаила Евгеньевича Семенёнка.
Показав четвёртое место на чемпионате России 2013 года (позже получил бронзовую медаль из-за дисквалификации одного из призёров), был включён в состав эстафетной четверки на чемпионат мира, где российская команда завоевала «серебро» эстафеты.

## Основные результаты
| Год  | Турнир                               | Место проведения  | Место | Результат | Дисциплина   |
| ---- | ------------------------------------ | ----------------- | ----- | --------- | ------------ |
| 2008 | Чемпионат России                     | Казань, Россия    | 1     | 3:06,36   | эст. 4×400 м |
| 2009 | Чемпионат России                     | Чебоксары, Россия | 1     | 3:07,34   | эст. 4×400 м |
| 2010 | Чемпионат России                     | Саранск, Россия   | 2     | 3:08,80   | эст. 4×400 м |
| 2011 | Чемпионат России                     | Чебоксары, Россия | 3     | 46,24     | 400 м        |
| 2012 | Чемпионат России по эстафетному бегу | Адлер, Россия     | 2     | 3:11,54   | комб. эст.   |
| 2013 | Чемпионат России в помещении         | Москва, Россия    | 3     | 48,08     | 400 м        |
| 2013 | Чемпионат России                     | Москва, Россия    | 1     | 3:06,16   | эст. 4×400 м |
| 2013 | Чемпионат Европы в помещении         | Гётеборг, Швеция  | 2     | 3:06,96   | эст. 4×400 м |
| 2014 | Чемпионат России                     | Казань, Россия    | 2     | 3:06,84   | эст. 4×400 м |
| 2015 | Чемпионат России по эстафетному бегу | Адлер, Россия     | 1     | 1:51,92   | комб. эст.   |
| 2016 | Чемпионат России                     | Чебоксары, Россия | 2     | 3:06,80   | эст. 4×400 м |

## Награды и звания
- Мастер спорта России международного класса (2013)